# Michael Barbiero
Michael Francis Barbiero (New York, 25 giugno 1949) è un produttore discografico, musicista e compositore statunitense.

## Carriera
Barbiero ha collaborato in diverse vesti (produttore, sound engineer, autore del missaggio) con artisti come Metallica, Guns N' Roses, Tesla, Cinderella, Blues Traveler, Ziggy Marley, Belouis Some, Cutting Crew, Scorpions, The Velvet Underground, Alice Cooper, Cypress Hill, Scritti Politti, Thrice, Joe Cocker, Anthrax e molti altri.
Ha lavorato per la Paramount Records, producendo nel 1973 (all'età di 23 anni) la colonna sonora del film Serpico.
Spesso ha lavorato al fianco di Steve Thompson.